# Línea 3 (TUC Pamplona)
| 3 | Zirkularra Mendebaldea: Hirigunea ↔ Antsoain Circular Oeste: Centro ↔ Ansoáin |

La línea 3 del Transporte Urbano Comarcal de Pamplona (EHG/TUC) es una línea de autobús urbano que conecta el municipio de Ansoáin con el centro de Pamplona pasando por Rochapea y Chantrea.
A lo largo de su recorrido conecta lugares importantes como el Palacio de Navarra, la Plaza del Castillo, la Iglesia de San Nicolás, la Estación de tren, el Parque del Mundo, el Puente de la Magdalena, la Plaza de Toros Monumental, el Frontón de Labrit, la Calle Estafeta, el Teatro Gayarre, la Plaza de las Merindades y la Plaza Príncipe de Viana.
Está complementada por la línea 21, que realiza el mismo recorrido en sentido contrario.

## Historia
La línea abrió en 1953, explotada por la empresa La Villavesa SA. Unía la Plaza de la Argentina con San Pedro.
En 1969, tras el cierre de La Villavesa SA, la línea pasa a manos de la COTUP.
En 2011, con los recortes establecidos a causa de los problemas financieros de la red, la antigua línea 21 se suprimió y se sustituyó la denominación de la línea 3F por la línea 21.
En septiembre de 2017, con el conocido como Plan de Amabilización del Centro de Pamplona, se eliminó el recorrido por la Calle Estella y se sustituyó por el recorrido actual, el Paseo de Pablo Sarasate, optimizando así el tiempo de recorrido total.
En diciembre de 2017 se mejoran las frecuencias de la línea.
En marzo de 2018, coincidiendo con la apertura del aparcamiento intermodal de Trinitarios, se añadió una parada para dar servicio a dicho aparcamiento y en la cual el viajero podría coger cualquier línea de las mencionadas a continuación para subir al centro de Pamplona: ( 3 16 17 21).

## Explotación

### Frecuencias
La línea está operativa todos los días del año. Estas son las frecuencias:
- Laborables 10' (de 07:05 a 22:25) - 12' (de 06:29 a 07:05)
- Sábados: 10' (de 09:05 a 22:25) - 12' (de 06:30 a 09:05)
- Domingos y festivos: 12' (de 09:21 a 22:33) - 15' (de 06:23 a 09:21)

### Recorrido
Todos los autobuses realizan todo el recorrido.

## Paradas
|  | Parada                                             | Parada | Parada | Parada | Parada                                                | Municipio | Correspondencia                           |  |
|  | -------------------------------------------------- | ------ | ------ | ------ | ----------------------------------------------------- | --------- | ----------------------------------------- |  |
|  | Calle de los Hermanos Noain (frente nº10)          |        | ■      |        | Noain Anaien Kalea (10aren parean)                    | Ansoáin   | 21                                        |  |
|  | Calle de los Hermanos Noáin (Calle Divina Pastora) |        | ■      |        | Noain Anaien Kalea (Artzaintsa Jainkotiarraren Kalea) | Ansoáin   | 21                                        |  |
|  | Avenida de Villava nº12                            |        | ■      |        | Atarrabiako Etorbidea 12                              | Pamplona  | 7 11 21                                   |  |
|  | Avenida de Villava nº44                            |        | ■      |        | Atarrabiako Etorbidea 44                              | Pamplona  | 7 21                                      |  |
|  | Calle de San Cristóbal (Calle Huarte)              |        | ■      |        | San Kristobaleko Kalea (Uharte Kalea)                 | Pamplona  | 5 7 21                                    |  |
|  | Calle de San Cristóbal (Plaza Chantrea)            |        | ■      |        | San Kristobaleko Kalea (Txantrea Plaza)               | Pamplona  | 5 7 21                                    |  |
|  | Calle de San Cristóbal nº9                         |        | ■      |        | San Kristobaleko Kalea 9                              | Pamplona  | 5 7 21                                    |  |
|  | Calle Magdalena (Calle Imarcoain)                  |        | ■      |        | Magdalena Kalea (Imarkoain Kalea)                     | Pamplona  | 5 21                                      |  |
|  | Magdalena Kalea (frente nº4)                       |        | ■      |        | Magdalena Kalea (4aren parean)                        | Pamplona  | 5 11 21                                   |  |
|  | Puente de la Magdalena                             |        | ■      |        | Magdalenako Zubia                                     | Pamplona  | 5 11 21                                   |  |
|  | Bajada de Labrit                                   |        | ■      |        | Labriteko Aldapa                                      | Pamplona  | 2 5 6 11 21                               |  |
|  | Calle de los Teobaldos nº1-5                       |        | ■      |        | Teobaldoaren Kalea 1-5                                | Pamplona  | 1 2 4 5 6 8 9 10 11 12 17 18 20 22 23 25  |  |
|  | Avenida de San Ignacio (frente nº12)               |        | ■      |        | San Inazioaren Etorbidea (12aren parean)              | Pamplona  | 1 2 4 5 8 9 10 11 12 15 17 18 20 21 23 25 |  |
|  | Paseo de Sarasate (Iglesia de San Nicolás)         |        | ■      |        | Sarasatearen Pasealekua (San Nikolasen Eliza)         | Pamplona  | 8 10 15                                   |  |
|  | Calle Taconera (Iglesia de San Lorenzo)            |        | ■      |        | Takonera Kalea (San Lorentzoaren Eliza)               | Pamplona  | 4 8 10 15 16 17 21                        |  |
|  | Avenida de Guipúzcoa (Paseo Kosterapea)            |        | ■      |        | Gipuzkoako Etorbidea (Kosterapea Pasealekua)          | Pamplona  | 16 17 21                                  |  |
|  | Avenida de Guipúzcoa (Puente de Santa Engracia)    |        | ■      |        | Gipuzkoako Etorbidea (Dona Graziako Zubia)            | Pamplona  | 16 17 21                                  |  |
|  | Avenida de Marcelo Celayeta nº8                    |        | ■      |        | Marcelo Celayetaren Etorbidea 8                       | Pamplona  | 7 9 16 17 21                              |  |
|  | Avenida de Marcelo Celayeta nº30                   |        | ■      |        | Marcelo Celayetaren Etorbidea 30                      | Pamplona  | 6 7 21                                    |  |
|  | Avenida de Marcelo Celayeta nº76                   |        | ■      |        | Marcelo Celayetaren Etorbidea 76                      | Pamplona  | 7 14 21                                   |  |
|  | Avenida de Marcelo Celayeta nº106                  |        | ■      |        | Marcelo Celayetaren Etorbidea 106                     | Pamplona  | 7 21                                      |  |
|  | Calle de Ansoáin nº4                               |        | ■      |        | Antsoaineko Kalea 4                                   | Pamplona  | 21                                        |  |
|  | Calle de los Hermanos Noain (frente nº10)          |        | ■      |        | Noain Anaien Kalea (10aren parean)                    | Ansoáin   | 21                                        |  |

## Tráfico
| Año  | Pasajeros | Variación |
| ---- | --------- | --------- |
| 2018 | 1 532 285 | ▲ 1,9%    |
| 2019 | 1 561 176 | ▲ 1,9%    |

## Futuro
Dentro del Plan de Movilidad Urbana Sostenible de Cuenca de Pamplona, esta línea pasará a ser una línea de BTR, denominada  BTR3 